# 近江の君
近江の君（おうみのきみ）とは、源氏物語に登場する架空の人物。

## 概要
玉鬘十帖を中心に登場する頭中将（内大臣）の娘であり、同じ玉鬘十帖においてさまざまに賞賛される玉鬘と対比される「笑われ役」である。この人物と同じく源氏物語世界の中での笑われ役である源典侍や末摘花と比べても飛び抜けた「笑われ役」である。
ライバルである光源氏に評判の娘である玉鬘（実は自分の娘）がいることをうらやんだ内大臣が探し出した娘である。「近江の君」の名はこの人物が近江の国で見つかったことに由来する。顔立ちは父親によく似ており、親しみやすく愛嬌のある顔立ちである。その育ち故に非常な早口である（早口になった理由について、本人は生まれたときに産屋に詰めていた妙法寺の別当の大徳が非常に早口だったのでそれにあやかって早口になってしまったと説明している。）など貴族的な教養に欠けており、父親の期待に反して周囲から物笑いの種となる。玉鬘にはとても対抗できず、自身の評判を落とすことにしかならないと考えられたことから父の内大臣に疎まれ、異腹の姉にあたる弘徽殿女御の召使に付けられる。尚侍になることを望み、便所掃除までも行ったが、それらが逆に余計に兄弟からも疎まれる要因となった。
同じ頭中将（内大臣）の娘である玉鬘と繰り返し対比されるが、同じように頭中将（内大臣）の娘であり、同じように都を離れた地で身分の低い者たちの中で育ちながら、光源氏のもとにいる玉鬘は人々から賞賛され、内大臣のもとにいるこの近江の君は笑いものになり続けるが、このような二人の娘に対する人々の評価の差はそのまま親である光源氏と内大臣の格の差をよく表すものであるとされることもある。またこの近江の君が登場する玉鬘十帖（＝玉鬘物語）においては、近江の君の父である内大臣は、玉鬘が自分の娘であることをずっと後になって初めて知らされたにもかかわらず光源氏に感謝したり、入内させようとしていた娘の雲居の雁についても光源氏の長男である夕霧と両思い関係であることが明らかになって、最初は夕霧のことをあきらめさせて予定通り入内させようとしたものの、最終的には入内をあきらめて夕霧と結ばれることを認めることになるなど、思い通りにならないことの多い愚かな人物として描かれている。

### モデル
この人物のモデルについては、紫式部の夫藤原宣孝の愛人と考えられる「近江の守の娘」と呼ばれている人物など「近江」と呼ばれた何人かの女が考えられている。

### 双六好き
近江の君は最初に登場する場面（常夏巻）と最後に登場する場面（若菜下巻）において双六をしているなど、この近江の君はしばしば双六と結びつけて描かれている。双六そのものは須磨へ退去した光源氏の邸宅に備えられた調度品の一つに碁などと並んで挙げられているなど貴族の遊びの一つとして存在はしていたと見られるものの、源氏物語の主要な登場人物の中で双六に興じる姿が描かれているのはこの「近江の君」に限られている。双六は当時の貴族の趣味としては存在はしたものの上品な趣味とはされていなかったと見られる存在であり、近江の君が繰り返し双六に興じている姿を描かれることが、この近江の君が貶めた評価を受ける理由付けの一つにされていると見られる。

### 落葉
この人物は常夏巻における光源氏とその息子夕霧との会話の中で「落葉」に譬えられている。源氏物語の中で落葉に譬えられている人物としては、通常は「落葉宮」と呼ばれている朱雀帝の女二宮であり、最初に柏木の妻となり、柏木の死後夕霧妻となった人物が知られている。この人物が「落葉宮」と呼ばれているのは、柏木が当初朱雀帝の女三宮を妻にすることを願ったが叶わず、代わってその姉である女二宮を妻にしたものの女三宮への思いを忘れることが出来ず自分の妻となった女二宮に失望して落葉に譬えたことに由来するものである。この「落葉宮」と近江の君とを比べてみると、共に
- 近江の君は玉鬘と比べて、落葉宮は女三宮と比べてともに姉妹の中の劣っていると評価された方に対する表現として「落葉」という言葉を使われていること。
- 双方の人物に夕霧と柏木が関わっていること

といった共通点があり、この二人の人物は対比されるべき位置づけを与えられているのではないかとされている。

## 登場する巻
近江の君は直接には以下の巻で登場し、本文中ではそれぞれ以下のように表記されている。
- 第26帖 常夏 外腹の娘、女、今の御娘、北の対の今姫君、御方
- 第27帖 篝火 内の大殿の今姫君
- 第28帖 野分 娘
- 第29帖 行幸 さがなものの君、近江の君
- 第31帖 真木柱 近江の君、内の大殿の御娘、君
- 第35帖 若菜下 致仕の大殿の近江の君

## 家系
光源氏の友人でありライバルでもある頭中将（内大臣）の娘である。ただし正式な婚姻関係にある女性との間の子では無く、いわゆる「落胤」である。母親についての記述はほとんど無く「劣り腹」と記されていることから正室である右大臣の四の君はもちろん側室と言いうる存在であった玉鬘の母である夕顔などと比べてもかなり身分は低かったと見られる。ただし近江の君の出産の際に僧侶（妙法寺の別当の大徳）が産屋に詰めていることや一応は乳母がいたことなどからみて全くの庶民ではないと考えられるものの、その母親も早くに亡くし「下人の間で育った」とされる。

## 各巻での活動
頭中将（内大臣）が、光源氏に評判の娘である玉鬘（実は自分の娘）がいるのを羨んでいたところ夢見により自分にも娘がいるのを知り（これも実は玉鬘のこととされる）、手を尽くして探したところ内大臣の長男柏木によって近江の国で見出された。父親の期待に反して早口であるなど姫君としての教養が無くあまりに姫君らしくない近江の君の処遇に思い悩む。そこで長女弘徽殿女御の元に行儀見習いへ出すことを決めたが、女御へ贈られた文も和歌も支離滅裂な出来で、女房たちの失笑を買うのだった。（第26帖 常夏）
近江の君のよろしくない噂は人々へと広がってゆく。（第27帖 篝火）
父の内大臣は近江の君の悪評について母の大宮に愚痴をこぼす（第28帖 野分）
近江の君の悪評を耳にした玉鬘は、光源氏に引き取られた自身の幸福をしみじみと感じ、光源氏に心を開いてゆく。それに対して、近江の君は玉鬘ばかりが誰からも大切にされるのを羨んで、ますます周囲にからかわれた（第29帖 行幸）
夕霧に懸想の歌を贈るが、それがまたとんちんかんな内容であったために余計に笑いものになる。（第31帖 真木柱）
双六で明石の尼君の幸運にあやかろうとして「明石の尼君明石の尼君」と呪文のような言葉を唱えている。（第35帖 若菜下）